# Сканькалне
Ска́нькалне (ранее — Ску́лберги; латыш. Skaņkalne) — село в Мазсалацском крае Латвии. Входит в состав Сканькалнской волости (центр — город Мазсалаца).
Расположено на левом берегу реки Салаца, у юго-западной окраины города Мазсалаца. Расстояние до города Валмиера составляет около 48 км. По данным на 2015 год, в населённом пункте проживало 290 человек.

## История
Населённый пункт возник у бывшего поместья Скулберги (Кольберг).
В советское время населённый пункт был центром Сканькалнского сельсовета Валмиерского района. В селе располагался колхоз «Сканяйскалнс».
До 1 января 2012 года село являлось административным центром Сканькалнской волости.

## Достопримечательности
Православная церковь Сретения Господня, построенная в 1898 году.